# Ruch stachanowski
Ruch stachanowski – współzawodnictwo pracy w Związku Radzieckim zainicjowane w 1935 przez Aleksieja Stachanowa, górnika z Donbasu który wykonał 1400 procent normy. 
Celem ruchu stachanowskiego było zwiększenie norm pracy i poprawy gospodarki. Po kilku latach okazało się, że ruch przynosi więcej szkód niż pożytku, w związku z czym zaprzestano jego propagowania. Jego nazwa jednak przetrwała.